# Girjasmålet
Girjasmålet är ett svenskt rättsfall som behandlade frågan om upplåtelserätten till småviltsjakt och fiske inom en samebys område. Parterna i målet var Girjas sameby och Svenska staten, vars talan fördes av Justitiekanslern (JK). Målet avgjordes av Högsta domstolen, som den 23 januari 2020 fann att Girjas sameby på grund av urminnes hävd har en ensamrätt att upplåta jakt och fiske på området, samt att staten saknar sådan upplåtelserätt.

## Bakgrund
Se även: Samernas historia
Girjas sameby bedriver genom sina medlemmar renskötsel, bland annat på det område som målet gäller och som ligger i Norrbottens län. Det området, som alltså ingår i samebyns byområde, sträcker sig från den så kallade odlingsgränsen i öst till gränsen mot Norge i väst. Området i fråga ligger i nära anslutning till Kaitumälven och dess tillflöden och avgränsas i norr främst av Kebnekaisemassivet och Kalixälven. Den fastighet som området är beläget inom beviljades staten lagfart på år 1956. Området är i princip obebyggt.
Girjas sameby väckte i tingsrätten år 2009 talan mot staten för att få ensamrätten att förfoga över småviltsjakt och fiske. Vid den tidpunkten var detta något som staten genom länsstyrelsen förfogade över då man sålde jakt- och fiskekort för området. Girjas sameby ville i första hand få fastställt att man har ensamrätt till småviltsjakt och fiske på området, att staten inte har rätt att upplåta jakt och fiske där, och att samebyn har rätt att göra sådana upplåtelser utan statens samtycke. Staten bestred talan.
Gällivare tingsrätt gav den 3 februari 2016 samebyn rätt. Staten överklagade dock domen till hovrätten.
Hovrätten för Övre Norrland fastställde den 23 januari 2018 att Girjas sameby har bättre rätt än staten till småviltsjakt och fiske på området och att staten inte i egenskap av fastighetsägare får upplåta småviltsjakt och fiske där. Hovrätten menade dock samtidigt att Girjas sameby inte utan statens samtycke får upplåta småviltsjakt och fiske på området. Domen överklagades till Högsta domstolen.
Efter att Högsta domstolen beviljade prövningstillstånd i målet inleddes huvudförhandlingen den 2 september 2019. Huvudförhandlingen pågick i cirka en månads tid.

## Högsta domstolens dom
Huvudfrågan i Högsta domstolen rörde rätten att upplåta jakt och fiske på det berörda området. Rätten prövade frågan utifrån två olika utgångspunkter, dels utifrån rennäringslagen (1971:437) och dels rättsinstitutet om urminnes hävd. När det kommer till delen om rennäringslagen fann Högsta domstolen att den inte ger stöd för Girjas samebys talan om en ensamrätt att upplåta jakt och fiske på det berörda området. Vidare fann rätten att den bristen på ensamrätt i rennäringslagen inte gjorde att lagen kunde åsidosättas med stöd av regeringsformen eller Europakonventionen.
När det gäller den andra utgångspunkten konstaterade domstolen inledningsvis att det så kallade Skattefjällsmålet innebär att det är möjligt att genom urminnes hävd förvärva jakt- och fiskerättigheter för ett område. Med hänvisning till bland annat samernas ställning som urfolk menade domstolen vidare att Girjas sameby ska ges en viss bevislättnad i målet.
I sin bedömning koncentrerade sig domstolen inledningsvis på att försöka utreda hur länge samerna funnits i det berörda området samt vilka rättigheter de haft till det. Man fann stöd för att samer kan ha funnits på det berörda området i Norrbottens län allt sedan järnåldern, och att samer i vart fall med säkerhet befolkat det sedan 1500-talet. Domstolen fann vidare att samerna har utövat jakt och fiske sedan denna tid i området, men att även andra – så som kustbönder och birkarlar – kan ha gjort det i någon utsträckning relativt tidigt. Denna jakt- och fiskerätt ska samerna enligt Högsta domstolens mening i allt väsentligt ha behållit även efter att nybyggare kommit för kolonisera Norrbottens län och staten ska heller inte ha ifrågasatt samernas rätt i det avseendet i vart fall fram till mitten av 1700-talet. Från mitten av 1700-talet och fram till dess att 1886 års renbeteslag, allt medan kolonisationen av bland annat Norrbottens län fortskred, kom staten genom främst länsstyrelserna och häradsrätterna att få vad som tycks vara en förändrad syn på markrättigheterna och förbisåg i stor utsträckning de rättigheter som tidigare i vart fall närmast uteslutande hade varit förbehållna samerna. Tillkomsten av 1886 års renbeteslag och dess efterföljande lagar fram till 1971 års rennäringslag innebar att bland annat rätten att jaga och fiska kom att gälla enbart renskötande samer. Det infördes också en obligatorisk indelning i vad som idag kallas för samebyar, i vilka sådan renskötande samer kom att behöva ingå.
Högsta domstolen framhåller att det för att den rätt som etablerats i vart fall från 1500-talet till 1700-talets mitt skulle upphöra antingen skulle krävas att samerna eftergivit sin rätt eller att staten utsläckte densamma. Domstolen finner dock inte att någon sådan utsläckning eller eftergift hade ägt rum då 1886 års renbeteslag tillkom. Effekten av den lagstiftning som utvecklades genom renbeteslagarna och sedermera rennäringslagen är enligt Högsta domstolen att den rätt till jakt och fiske som före ikraftträdandet av 1886 års renbeteslag tillkom enskilda samer på ett visst område kom att övergå till medlemmarna i samebyn för samma område. Vidare menade domstolen att det därför är samebyn som har rätten att upplåta jakt och fiske på området, och även om staten är markägare till området i fråga saknar man på grund av detta upplåtelserätten när det kommer till jakt och fiske.
Högsta domstolen fann genom detta att Girjas sameby på grund av urminnes hävd har en ensamrätt för upplåtelse av jakt och fiske på det berörda området, och att staten saknar sådan upplåtelserätt.

## Debatt och efterverkningar

### Statens ombuds ordval
Under huvudförhandlingarna i tingsrätten använde statens ombud advokater Hans Forssell och Jonas Löttiger närmast konsekvent termerna "lapp" och "lappar". Terminologin återkom även under huvudförhandlingen i hovrätten. Detta fick stor uppmärksamhet och bland andra Justitiekanslern fick omfattande kritik då terminologin av många ansågs nedsättande och nedvärderande. Bland annat menade ett stort antal forskare i en debattartikel i Dagens nyheter att det var frågan om ett rasbiologiskt språkbruk av statens ombud. Även om statens ombud i hovrätten försökte förklara valet av terminologi kom man att till huvudförhandlingen i Högsta domstolen i möjligaste mån avstå från att använda den.

### Hot och näthat
Efter att Högsta domstolen dömt till Girjas samebys fördel uppmärksammade Svenska Samernas Riksförbund (SSR) att samer som grupp och individer fått utstå näthat, rasism och andra kränkande kommentarer på framför allt olika nätforum. För att bland annat kunna uppmärksamma politiker och beslutsfattare på situationen samlar organisationen in exempel på sådana inlägg och tillmälen från allmänheten. Polisen uppgav cirka en vecka efter att domen meddelades att man mottagit en dryg handfull anmälningar gällande bland annat hets mot folkgrupp, hot och ofredanden samt att förundersökningar har inletts. Det finns även uppgifter om att samer har mordhotats efter att domen föll. I debatten som följde på domen har röster höjts för att det offentliga behöver ta ett större ansvar för att motverka de kränkningar som samer utsätts för. Lars-Ola Jannok i Jokkmokk berättade i för Tidningarnas telegrambyrå hur han mordhotats samt hotats att få sina renar skjutna.

### Krav på lagändringar
I och med domen i Högsta domstolen har röster höjts för att få till ändringar i bland annat rennäringslagen. Debattörerna har bland annat pekat på att domen inte ger ett fullständigt  svar på hur samernas och samebyarnas rättsliga ställning ska förstås, och att det därför behöver klargöras. I februari 2020 riktade Sametinget krav mot regeringen om att skapa en modern samepolitik och anpassa lagstiftningen, främst rennäringslagen, efter domen. Även Justitiekanslern, som representerade staten i Girjasmålet, har uttryckt att regeringen borde ta lagstiftningsinitiativ och utreda hur samers rätt kan tillvaratas i lagstiftningen.
Som en följd av domen och den efterföljande debatten meddelade regeringen i juli 2020 att rennäringslagen ska utredas för att kunna anpassas dagens samhällsstruktur och till Högsta domstolens dom. Utredningen förväntas tillsättas under hösten 2020.
Den 20 maj 2021 meddelade regeringen att en ändring i lagstiftningen skulle utredas skyndsamt av en parlamentariskt sammansatt kommitté och att ett delbetänkande skulle redovisas den 21 november 2022. Den parlamentariska kommittén syftar till att få en bred politisk förankring för de förslag som utredningen kommer fram till. Utredningen omfattar enligt kommittédirektivet frågor som vilken del av statens mark som berörs, om rätten till jakt och fiske ska gälla allt vilt eller bara småvilt, om det ska skapas en förlikningsmekanism för att lösa tvister mellan samebyar och markägare, samt om även samer som inte är medlem i en sameby ska ha rätt till jakt och fiske. Regeringen meddelade i november 2024 att kommittén ska avvecklas.